# Cato Engelen-Sewing
Catharina Dorothea Sewing, bekend als Cato of Cateau Engelen-Sewing, (Amsterdam, 27 januari 1868 – aldaar, 16 december 1961) was een Nederlands sopraanzangeres, met name coloratuursopraan. Ze trad het meest op in opera's van Franse en Italiaanse signatuur.

## Leven en werk
Ze was dochter van loodgieter Casper Mathijs Sewing en Asselina Christina Dorothea Nittinger. Haar echte muzikale opleiding begon pas op haar veertiende toen ze mee mocht zingen in een koorklas van Gustaaf Adolf Heinze. Vanaf 1883 ging ze studeren aan de Muziekschool der afdeling Amsterdam van de Maatschappij tot Bevordering der Toonkunst. Docenten aldaar waren Jacob Kwast (zangles), Paul C. Koerman (piano), muziektheorie kreeg ze van Frans Coenen. Van het grootste belang voor de ontwikkeling van haar zangstem was echter Anna Collin-Tobisch. Nadat zij haar diploma had gehaald, nam ze aanvullende lessen bij Johan Messchaert aan het Amsterdams Conservatorium. Deze opleiding stokte na vier maanden, omdat haar ouders vonden dat ze nu maar eens geld moest gaan verdienen. Ze ging optreden.
Een aantal jaren trad ze in recitals op als liedzangeres, maar op 9 april 1890 maakte ze haar operadebuut bij de Hollandsche Opera van J.G. de Groot, als Maritana in Don César de Bazan van Massenet. Haar acteerprestaties verbeterde ze snel. Na een invalbeurt voor een zieke collega in Lakmé van Delibes kwam haar grote doorbraak, daarvoor had ze al furore gemaakt vanwege haar prachtige stem. In 1892 huwde ze haar collega, de bas-bariton Henry Engelen.
De Hollandsche opera kreeg in 1894 te maken met een crisis: de dirigent Cornelis van der Linden kreeg het aan de stok met directeur J.G. de Groot. Het echtpaar koos eerst de zijde van De Groot, maar sloot zich desondanks aan bij de Hollandsche Opera van Van de Linden, die inmiddels de Amsterdamse Stadsschouwburg als thuisbasis had. Sewing ging van rol tot rol, maar kreeg in de zomer van 1898 ruzie met de Opera. Ze ging voor vijf jaar werken aan het Königliches Hoftheater in Hannover, waar haar debuut plaatsvond op 1 september 1898 in de rol van Rosine in Il barbiere di Siviglia van Rossini. Ze zong ook gastrollen, bijvoorbeeld in Berlijn.
In februari 1901 kocht ze haar contract in Hannover af voor 500 Duitse mark: ze vond de discipline te streng. Het leverde haar een ban uit de Duitse operatheaters op. Ze keerde terug naar Amsterdam en sloot zich aan bij het Lyrisch Tooneel, mede opgericht door haar man, die er mededirecteur was. Het was een tijd waarin veel operagezelschappen failliet gingen, zowel de Nederlandsche Opera als het Lyrisch Toneel werd er door getroffen, de eerste zelfs tweemaal. Het echtpaar vertrok naar Antwerpen om er te gaan zingen/regisseren bij de Vlaamse Opera. Af en toe trad ze op in het Rembrandt Theater in Amsterdam. Van 1908 tot 1913 was het echtpaar aangesloten bij de NV Nederlandsche Opera en Operette, die vervolgens ook failliet ging. Hierna vervulde ze een aantal gastrollen.
Frans Werner maakte van haar een beeldje voor haar 25-jarig jubileum (1890-1915), dat in de Stadsschouwburg werd onthuld. Bij die gelegenheid vertolkte ze op 11 mei 1915 de rol van Susanna in Le nozze di Figaro van Mozart. Andere rollen waren weggelegd voor haar man en haar dochter Nelly Engelen. De faillissementen in de operawereld hielden aan en de door het echtpaar en vrienden opgerichte NV Coöperatievie Vereeniging De Nederlandsche Opera haalde het podium niet eens. Uiteraard kwam er wel weer een nieuwe Nederlandsche Opera, ze zong er een enkele keer.
In 1919 vertrok ze weer naar Antwerpen om zanglessen te geven en als pianiste haar dochter Line Engelen te helpen bij het Instituut voor lichaamsontwikkeling en plastische dansen. In 1938 werd haar een avond aangeboden in het Concertgebouw ter gelegenheid van haar zeventigste verjaardag. Van 1939 tot 1948 trad ze weer regelmatig op in Amsterdam, waar ze in de Bachzaal haar laatste optreden verzorgde op 6 maart 1948.
Ze maakte op 93-jarige leeftijd een val in haar woning aan de Nassaukade en hield daar een heupfractuur aan over. Ze werd in het Maria Paviljoen geopereerd, maar overleed de volgende dag in het ziekenhuis. De begrafenisstoet vertrok vanuit de Stadsschouwburg en ze werd onder grote belangstelling begraven op Zorgvlied.
Cato Engelens stem is bewaard gebleven dankzij een aantal plaatopnamen.

## Familie
Onder de kinderen van het echtpaar Engelen bevonden zich:
- Dochter Asselina Christina Dorothea Engelen, bekend als Line Engelen (1892–1954), was een Belgisch danseres. Zij was net als haar ouders betrokken als pedagoge bij de Vlaamse Opera in Antwerpen, met name als ritmische danseres en "danseuse en travestie". Ze gaf voorts danslessen aan de Vlaams-Nationalistische Frontbeweging, organiseerde feesten en gaf zelf voorstellingen. In 1930 richtte ze met haar broer Henry het Instituut Engelen/Institut Engelen op voor onderwijs in algemene lichaamscultuur en gymnastiek. Zij brachten brochures uit en een eigen tijdschrift. In juli 1940 huwde ze met W. Kroon.[4][5]
- Dochter Elisabeth Petronella Engelen, bekend als Nelly (1893) was een Nederlands zangeres. Ze slaagde als zangeres in 1914 aan de Amsterdamse Muziekschool en trad een aantal keren op. Ze trouwde in 1916 in Stellenbosch (Zuid-Afrika) met de classicus dr. Theodore le Roux, en was betrokken bij het Algemeen Nederlandsch Verbond om het Nederlands en het Nederlandse lied te onderwijzen. Ze verbleef in 1954 in Londen.
- Zoon Hendrikus Mari Cornelis Johannes Wilhelm Engelen (1909) vertrok naar Antwerpen om zijn zuster Line te helpen (Instituut Engelen) en verzorgde zijn moeder in haar laatste jaren.

## Trivia
- In 1984 noemde NRC Handelsblad haar de lang vergeten actrice C. Engelen-Sewing.[6]
- De schrijver en straatzanger Henri van Leeuwen is een neef van haar (Van Leeuwen is een zoon van Petronelle Agatha Hortence Engelen, de zus van Henry Engelen).

- Biografisch Portaal: 20196617
- Gemeinsame Normdatei: 142601624
- International Standard Name Identifier: 0000 0000 8423 412X
- Library of Congress Control Number: nr2006012735
- Nederlandse Thesaurus van Auteursnamen: 331643626
- Virtual International Authority File: 7351109